# Public Services International
Public Services International (PSI) – międzynarodowa federacja związków zawodowych.

## Charakterystyka
Wśród członków organizacji dominują związki pracowników usług socjalnych, opieki zdrowotnej, usług komunalnych, administracji centralnej. Za datę powstania federacji uznaje się 1907 rok. W marcu 1907 roku zarząd Niemieckiego Związku Pracowników Miejskich i Państwowych z siedzibą w Berlinie wystosował zaproszenie do „pracowników zatrudnionych w przedsiębiorstwach komunalnych i państwowych, w elektrowniach, w gazowniach i wodociągach we wszystkich krajach” na międzynarodowe konferencja w sierpniu 1907 w Stuttgarcie. Na spotkanie przybyli przedstawiciele Danii, Holandii, Niemiec, Węgier, Szwecji i Szwajcarii reprezentujących około 44 tysiące pracowników. Zawiązano wówczas sekretariat z siedzibą w Berlinie. W 1913 roku federacja zrzeszała ponad 100 tysięcy pracowników.  Od listopada 2019 roku PSI zrzesza 700 stowarzyszonych związków zawodowych ze 154 krajów reprezentujących ponad 30 milionów pracowników. Obecna siedziba federacji znajduje się w dziesięciotysięcznym Ferney-Voltaire na pograniczu francusko–szwajcarskim.

## Działalność badawcza
Od 1998 roku PSI finansuje Public Services International Research Unit (PSIRU) jednostkę badawczą przy Business School University of Greenwich w Londynie. Analizuje ona procesy prywatyzacyjne usług publicznych na całym świecie, ze szczególnym uwzględnieniem przedsiębiorstw wodociągowych, energetycznych, gospodarki odpadami i opieki zdrowotnej.